# Supercoppa del Portogallo (hockey su pista femminile)
La Supercoppa di Portogallo femminile di hockey su pista (po: Supertaça de Portugal de Hóquei em Patins Feminino) è un torneo istituito ed organizzato dalla Federazione di pattinaggio del Portogallo.
La competizione mette di fronte la squadra campione del Portogallo con la squadra che detiene la coppa nazionale nella stagione precedente.

## Statistiche

### Albo d'oro
| Edizione    | Vincitore           | Andata | Ritorno | Finalista            |
| ----------- | ------------------- | ------ | ------- | -------------------- |
| 1993 - 1994 | VB Bispo            | 2 - 1  | 2 - 1   | Nortecoope           |
| 1995 - 1996 | Nortecoope          | 3 - 0  | 1 - 1   | Amadora              |
| 1996 - 1997 | Amadora             | 5 - 0  | 1 - 2   | Carvalhos            |
| 1997 - 1998 | Sintra              | 5 - 0  | 3 - 3   | Amadora              |
| 1998 - 1999 | Carvalhos           | 2 - 1  | 1 - 1   | Nortecoope           |
| 1999 - 2000 | Sintra              | 2 - 5  | 9 - 1   | Amadora              |
| 2000 - 2001 | Nortecoope          | 6 - 0  | 5 - 1   | Gulpilhares          |
| 2001 - 2002 | Nortecoope          | 1 - 1  | 1 - 0   | Gulpilhares          |
| 2002 - 2003 | Nortecoope          | 4 - 1  | 4 - 1   | Mealhada             |
| 2003 - 2004 | Nortecoope          | 1 - 0  | 4 - 3   | Mealhada             |
| 2004 - 2005 | Nortecoope          | 5 - 0  | 2 - 1   | AF Arazede           |
| 2005 - 2006 | Gulpilhares         | 4 - 3  | 0 - 1   | Nortecoope           |
| 2006 - 2007 | Fundação Nortecoope | 3 - 0  | 3 - 0   | Mealhada             |
| 2007 - 2008 | Fundação Nortecoope | 10 - 2 | 10 - 2  | Externato São Filipe |
| 2008 - 2009 | Fundação Nortecoope | 3 - 1  | 3 - 1   | Mealhada             |
| 2009 - 2010 | Fundação Nortecoope | 3 - 0  | 3 - 0   | Mealhada             |
| 2010 - 2011 | Turquel             | 3 - 2  | 3 - 2   | Os Lobinhos          |
| 2011 - 2012 | Os Lobinhos         | 3 - 2  | 3 - 2   | Turquel              |
| 2012 - 2013 | Os Lobinhos         | 4 - 1  | 4 - 1   | Turquel              |
| 2013 - 2014 | Benfica             | 4 - 3  | 4 - 3   | Sanjoanense          |
| 2014 - 2015 | Benfica             | 10 - 1 | 10 - 1  | Sanjoanense          |
| 2015 - 2016 | Benfica             | 5 - 0  | 5 - 0   | Académica            |
| 2016 - 2017 | Benfica             | 4 - 1  | 4 - 1   | Académica            |
| 2017 - 2018 | Benfica             | 4 - 1  | 4 - 1   | Stuart Massamá       |
| 2018 - 2019 | Benfica             | 14 - 2 | 14 - 2  | Carvalhos            |

### Riepilogo vittorie per squadra
| Numero | Club                | Anni                                                 |
| ------ | ------------------- | ---------------------------------------------------- |
| 6      | Benfica             | 2013-14, 2014-15, 2015-16, 2016-17, 2017-18, 2018-19 |
| 6      | Nortecoope          | 1995-96, 2000-01, 2001-02, 2002-03, 2003-04, 2004-05 |
| 4      | Fundação Nortecoope | 2006-07, 2007-08, 2008-09, 2009-10                   |
| 2      | Os Lobinhos         | 2011-12, 2012-13                                     |
| 2      | Sintra              | 1997-98, 1999-00                                     |
| 1      | Turquel             | 2010-11                                              |
| 1      | Carvalhos           | 1998-99                                              |
| 1      | Amadora             | 1996-97                                              |
| 1      | VB Bispo            | 1993-94                                              |
| 1      | Gulpilhares         | 2005-06                                              |